# Ignacia Allamand
María Ignacia Allamand Lyon (Santiago, 29 de agosto de 1981) es una actriz chilena. También se ha desempeñado como dramaturga a cargo de la adaptación de Edmond y como autora de 80s, el musical. Ha participado en 14 películas del director y guionista Nicolás López.

## Biografía
Es hija del político Andrés Allamand Zavala y Bárbara Lyon Correa, reconocida por su labor en la fundación Alter Ego. Debido al trabajo de su padre, vivió parte de su adolescencia en Washington D. C., para después volver a estudiar actuación, diseño teatral y guion en la Pontificia Universidad Católica de Chile (PUC). También estuvo radicada en Buenos Aires, ciudad donde cursó estudios actorales.
Debutó en televisión desde muy pequeña en los programas Déjelos con nosotros de Chilevisión, Pijama Party de La Red y La noche cotota de UCV Televisión.
Su debut como actriz lo hizo en 2005 en la película Se arrienda de Alberto Fuguet. Dos años después, lo hizo en televisión con el rol de la adolescente Eloísa Solé en Vivir con 10, la primera teleserie de Chilevisión, y que la hizo ganadora de un Premio Apes.
En 2010 interpreta a Lietta Meyer, la antagonista de Fernanda Urrejola en Mujeres de lujo.
Se casó con el actor Tiago Correa el 18 de abril de 2010. Un año después, confirmaron su separación de común acuerdo.
En 2013, Allamand colabora y participó de la campaña presidencial de su padre.
En 2014, tradujo y adaptó la obra Edmond del destacado dramaturgo estadounidense David Mamet, y al año siguiente escribió 80s, el musical.
En 2015 participó en la película chilena-estadounidense de suspenso producida en Hollywood Knock Knock, junto a Keanu Reeves.

## Filmografía

### Cine
| Películas | Películas                                    | Películas         | Películas                |
| --------- | -------------------------------------------- | ----------------- | ------------------------ |
| Año       | Título                                       | Papel             | Director                 |
| 2005      | Se arrienda                                  | Cordelia          | Alberto Fuguet           |
| 2008      | Cordero de Dios                              | María Paz en 1978 | Lucía Cedrón             |
| 2010      | Qué pena tu vida                             | Úrsula Brunner    | Nicolás López            |
| 2011      | Qué pena tu boda                             | Úrsula Brunner    | Nicolás López            |
| 2013      | Qué pena tu familia                          | Úrsula Brunner    | Nicolás López            |
| 2013      | Se venden                                    | Sandra Pulgar     | Nicolás López            |
| 2013      | Mis peores amigos: Promedio Rojo, el regreso | Ejecutiva         | Nicolás López            |
| 2013      | Aftershock                                   | Guide             | Nicolás López            |
| 2014      | The Green Inferno                            | Kara              | Eli Roth                 |
| 2015      | Knock Knock                                  | Karen Alvarado    | Eli Roth                 |
| 2016      | Sin filtro                                   | Macarena          | Nicolás López            |
| 2016      | Downhill                                     | Magdalena         | Patricio Valladares      |
| 2016      | Madre                                        | Catalina          | Aaron Burns              |
| 2017      | No estoy loca                                | Isidora           | Nicolás López            |
| 2018      | Hazlo como hombre                            | Luciana           | Nicolás López            |
| 2018      | Una mujer sin filtro                         | Jimena            | Nicolás López            |
| 2018      | Sr. Larraín                                  | Patricia Larraín  | Gonzalo Menéndez         |
| 2018      | American Huaso                               | La Rucia          | José Palma               |
| 2019      | En las buenas y en las malas                 | Sandra            | Gabriel Barragán Senties |
| 2021      | Después de ti                                |                   | José Ramón Chávez        |
| 2021      | El mesero                                    | Ejecutiva         | Raúl Martínez            |
| 2022      | S.O.S. Mamis: La película                    | María Gracia      | Nicolás López            |

### Televisión
| Año       | Título                               | Personaje          | Notas                                |
| --------- | ------------------------------------ | ------------------ | ------------------------------------ |
| 2007      | Vivir con 10                         | Eloisa Solé        | Antagonista                          |
| 2008      | Mala conducta                        | Martina Bobadilla  | Papel principal                      |
| 2010      | Mujeres de lujo                      | Lietta Meyer       | Antagonista                          |
| 2010      | Cartas de mujer                      | Consuelo           | Episodio: Carta para Consuelo        |
| 2011      | Infiltradas                          | Nina Engel / Quena | Papel coprincipal                    |
| 2012-2014 | El reemplazante                      | Rosario Errázuriz  | Antagonista                          |
| 2012      | Cobre                                | Verónica Blake     | Antagonista                          |
| 2013      | Separados                            | Josefa Matte       | 37 episodios                         |
| 2014      | Volver a amar                        | Olivia Thompson    | Antagonista                          |
| 2014-2018 | Lo que callamos las mujeres          | Varios personajes  |                                      |
| 2015      | Familia moderna                      | Lola               | Episodio: Grandes expectativas       |
| 2018      | Like                                 | Cristina Ferrer    |                                      |
| 2019      | El Dragón: El regreso de un guerrero | Drenka Pretrovic   | Papel coprincipal                    |
| 2020      | Desenfrenadas                        | Delfina            | Episodio: Problemas del primer mundo |

### Programas
- Déjelos con nosotros (Chilevisión, 1990) - Parte del clan infantil
- Pijama Party (La Red) - Parte del clan infantil
- La noche cotota (UCV Televisión) - Conductora
- Vértigo (Canal 13, 2013) - 1° eliminada
- Nessun dorma (UCV Televisión, 2016) - Panelista
- La divina comida (Chilevisión, 2017) - Participante anfitriona
- Podemos hablar (Chilevisión, 2019) - Invitada
- MasterChef Celebrity Chile (Canal 13, 2020) - 11° eliminada

## Radio
- La Comunidad Sin Anillo (Radio Concierto, 2017)

## Publicidad
- Almacenes París - Protagonista del comercial